# Khashbaataryn Tsagaanbaatar
Khashbaataryn Tsagaanbaatar é um judoca, nascido na Mongólia. Foi o único atleta da federação da Mongólia a ganhar uma medalha nos Jogos Olímpicos de Verão de 2004, realizados em Atenas. Ganhou a medalha de bronze, na categoria peso ligeiro.